# Allerød Kommune
Allerød Kommune ist eine dänische Kommune, die sich in der Region Hovedstaden zwischen der Birkerød Kommune und der Rudersdal Kommune im Südosten und der Hillerød Kommune im Nordwesten befindet. Auf einer Fläche von 67,40 km² leben dort 26.061 Einwohner (Stand 1. Januar 2023). Verwaltungssitz und wichtigster Ortsteil der Kommune ist die Stadt Lillerød. Das Gebiet gehörte bis 1970 zur Harde Lynge-Frederiksborg Herred im Frederiksborg Amt, wurde danach zu einer Kommune in diesem Amt, die heute – durch die Kommunalreform zum 1. Januar 2007 unverändert – zur Region Hovedstaden gehört.
Nach der Region wurde die letzte Warmphase vor Ende der letzten Eiszeit, die vor circa 12.000 bis 14.000 Jahren stattfand, als Allerød-Interstadial benannt. Dort wurden gegen Ende des 19. Jahrhunderts erstmals archäologische Überreste aus dieser für die Siedlungsentwicklung Europas in der späten Altsteinzeit (Spätpaläolithikum) bedeutsamen Periode gefunden.

## Kirchspielsgemeinden und Ortschaften in der Kommune
Auf dem Gemeindegebiet liegen die folgenden Kirchspielsgemeinden (dän.: Sogn) und Ortschaften mit über 200 Einwohnern  (byområder (dt.: „Stadtgebiete“) nach Definition der Statistikbehörde); Einwohnerzahl am 1. Januar 2023, bei einer eingetragenen Einwohnerzahl von Null hatte der Ort in der Vergangenheit mehr als 200 Einwohner:
| Nr. | Kirchspiel     | Einwohner | Ortschaft          | Einwohner |
| --- | -------------- | --------- | ------------------ | --------- |
|     | Blovstrød Sogn | 3.892     | Birkerød Blovstrød | 36 3.007  |
|     | Engholm Sogn   | 6.411     |                    |           |
|     | Lillerød Sogn  | 10.700    | Lillerød           | 16.836    |
|     | Lynge Sogn     | 2.869     | Lynge              | 4.162     |
|     | Uggeløse Sogn  | 2.549     | Nymølle            | 355       |

1. 1 2  Blovstrød Sogn liegt zum Teil auch auf dem Gebiet der Hørsholm Kommune.
2. ↑  Die Stadt Birkerød liegt hauptsächlich auf dem Gebiet der Rudersdal Kommune, hat sich aber mittlerweile mit jeweils nur wenigen Einwohnern auf die Gebiete der Allerød Kommune und der Furesø Kommune ausgedehnt.
3. 1 2 3  Die Stadt Lillerød erstreckt sich über das gleichnamige und das Engholm Sogn.
4. 1 2 3  Die Stadt Lynge erstreckt sich über das gleichnamige und das Uggeløse Sogn.

## Einwohnerentwicklung
Entwicklung der Einwohnerzahl (1. Januar):
- 1980 - 21.290
- 1985 - 21.318
- 1990 - 21.410
- 1995 - 21.844
- 1999 - 22.911
- 2000 - 22.943
- 2003 - 23.374
- 2005 - 23.458
- 2010 - 24.089
- 2023 - 26.061

## Söhne und Töchter
- Jakob Lund (1900–1979), grönländischer Katechet, Dichter, Komponist und Landesrat
- Andreas Christensen (* 1996), Fußballspieler
- Rasmus Svane (* 1997), Schachspieler